# آرنار گانلاگسون
آرنار گانلاگسون (انگلیسی: Arnar Gunnlaugsson؛ زادهٔ ۶ مارس ۱۹۷۳) بازیکن فوتبال بازنشته و مربی اهل ایسلند است.
از باشگاه‌هایی که در آن بازی کرده‌است می‌توان به باشگاه فوتبال نورنبرگ، باشگاه فوتبال فیملیکافلاخ هافنارفیوردور، باشگاه فوتبال داندی یونایتد، باشگاه فرم، باشگاه فوتبال فاینورد، باشگاه فوتبال استوک سیتی، باشگاه فوتبال لستر سیتی، باشگاه فوتبال بولتون واندررز، و باشگاه فوتبال سوشو اشاره کرد.
وی همچنین در تیم‌های ملی فوتبال زیر ۱۷ سال، زیر ۱۹ سال، زیر ۲۱ سال و بزرگسالان ایسلند بازی کرده‌است.